# Fominiella
Fominiella is een geslacht van korstmossen behorend tot de familie Teloschistaceae. De typesoort is Fominiella tenerifensis.

## Geslachten
Volgens Index Fungorum telt het geslacht twee soorten (peildatum december 2023):
| Soortnaam               | Auteur(s)                                           | Publicatiejaar |
| ----------------------- | --------------------------------------------------- | -------------- |
| Fominiella skii         | (Khodos., Vondrák & Šoun) S.Y. Kondr., Upreti & Hur | 2017           |
| Fominiella tenerifensis | S.Y. Kondr., Kärnefelt, A. Thell & Feuerer          | 2017           |